# Corydoras hephaestus
Corydoras hephaestus es una especie de pez siluriforme de agua dulce de la familia de los calíctidos y del género Corydoras, cuyas especies son popularmente comercializadas como peces de acuario con la denominación común de barrefondos o limpiafondos. Habita en aguas tropicales del centro-norte de América del Sur.

## Taxonomía
Descripción original
Esta especie fue descrita originalmente en el año 2016 por los ictiólogos Willian Massaharu Ohara, Luiz Fernando Caserta Tencatt y Marcelo Ribeiro de Britto.
Localidad tipo
La localidad tipo referida es: “Afluente del igarapé Piracolina, en las coordenadas: 12°48′56″S 60°06′37″O / -12.81556, -60.11028, a una altitud de 585 msnm, cerca de la carretera BR-364, Alto río Ji-Paraná, cuenca del río Madeira, 9 km al sur de Vilhena, estado de Rondonia, Brasil”.
Holotipo
El ejemplar holotipo designado es el catalogado como: MZUSP 119087; se trata de un adulto el cual midió 22,6 mm de largo total. Fue capturado el 12 de noviembre de 2014 por W. M. Ohara, F. C. P. Dagosta y V. Giovannetti. Fue depositado en la colección de ictiología del Museo de Zoología de la Universidad de São Paulo (MZUSP), ubicada en la ciudad brasileña homónima.
Etimología
Etimológicamente el término genérico Corydoras viene del griego,donde kóry es 'yelmo', 'coraza', 'casco', y doras es 'piel'. Esto se justifica en la carencia de escamas y la presencia de escudos óseos a lo largo del cuerpo. El nombre específico hephaestus viene de Hefesto (en griego Ἥφαιστος Hêphaistos, quizá de φαίνω phainô, ‘brillar’), que en la mitología griega es el dios del fuego y la forja, así como de los herreros, metalurgia, etc.; aludiendo al color rojo del cuerpo y aletas que caracteriza a este pez.

## Caracterización
Corydoras hephaestus puede distinguirse de sus congéneres por los siguientes caracteres: ausencia de contacto entre el proceso posterior del parieto-supraoccipital y la placa nucal; expansión laminar ventral del infraorbitario 1 notablemente desarrollada; margen posterior de la espina de la aleta pectoral con aserrado a lo largo de casi toda su longitud —solo ausente en la porción distal—. Posee espinas dorsales y pectorales cortas y exhibe un patrón cromático inusual para el género: un cuerpo de color negro con una mancha rojiza que cubre la totalidad de las aletas dorsal, adiposa y caudal, incluyendo parte de sus bases y del pedúnculo caudal. Sobre el opérculo muestra un área verdosa metálica.

## Distribución geográfica y hábitat
Corydoras hephaestus es una especie endémica del estado de Rondonia (centro-oeste de Brasil), en un área muy cercana al límite con el estado de Mato Grosso. Específicamente habita en un afluente del igarapé Piracolina, en la Chapada dos Parecis, curso fluvial perteneciente al alto río Ji-Paraná (denominado localmente río Machado), hoya hidrográfica del río Madeira, la que se incluye en la cuenca del Amazonas. El arroyo donde vive presenta corriente rápida, una anchura de entre 1,5 y 2,5 metros y profundidades entre 30 y 80 cm, con lecho de arena y hojas en descomposición. Corre sombreado por una pequeña lonja de selva ribereña y discurre en una matriz donde abundan los cultivos de maíz y soja, lo que puede resultar en una amenaza para su sobrevivencia en el futuro, si bien los autores le adjudicaron una categorización de “vulnerable” (VU), según los lineamientos para discernir el estatus de conservación de los taxones —los que fueron estipulados por la organización internacional dedicada a la conservación de los recursos naturales Unión Internacional para la Conservación de la Naturaleza (IUCN)—.
Esa región serrana cuenta con cabeceras de varias cuencas, las que presentan numerosos endemismos, por lo que se ha recomendado una protección efectiva ante la amenaza creciente del avance de la frontera agropecuaria.